# Horst Glitzner
Horst Glitzner (* 7. Dezember 1936 in Chemnitz; † 27. Juli 2002 in Wildau-Wentdorf) war ein deutscher Maler und Grafiker.

## Leben und Werk
Glitzner machte auf der Arbeiter- und Bauernfakultät der Hochschule für Bildende Künste Dresden das Abitur und studierte von 1956 bis 1961 bei Kurt Bunge, Walter Funkat, Willi Neubert und Willi Sitte an der Hochschule für industrielle Formgestaltung Halle – Burg Giebichenstein. Danach arbeitete er freischaffend in Zeitz und ab 1976 in Halle-Neustadt. Mitte der 1960er Jahre hatte er Werkvertrag mit dem VEB Braunkohlenwerk Profen. In dessen Rahmen leitete er auch volkskünstlerische Malzirkel in Profen und Reuden. 1975 war er mit weiteren Künstlern, u. a. Karl Erich Müller, an einer repräsentativen Grafikmappe für den VEB Mansfeld Kombinat „Wilhelm-Pieck“ beteiligt.
1980 zog Glitzner mit seiner Frau, der Keramikerin und Designerin Irene Glitzner-Kirmis (* 1937), nach Wildau-Wentdorf.
Glitzner war bis 1990 Mitglied des Verband Bildender Künstler der DDR. Er unternahm u. a. 1974 eine Studienreise in die UdSSR.
Werke Glitzners befinden sich u. a. im Kunstmuseum Moritzburg, Halle/Saale.

## Werke (Auswahl)

### Druckgrafik
- BKW Profen (1965, Folge von Holzschnitten; auf der VI. Deutschen Kunstausstellung) u. a.[2][3]
- Straße in Rostow (1974, Farbholzschnitt, 45 × 35 cm)[4]
- 30 Jahre sozialistische Landwirtschaft (1975, Folge von Holzschnitten)
- Draht (1975, Lithografie, 28 × 30 cm)[5]
- Bessemerei (1975, Lithografie, 45 × 30,5 cm)[6]
- Insekten (1977, Farbholzschnitt in Rot und Grün, 27,1 × 36 cm)[7]

### Tafelbilder
- Jugend unserer Zeit (um 1968, Öl)

## Ausstellungen (unvollständig)

### Personalausstellungen
- 1976: Zeitz
- 1977: Aschersleben

### Teilnahme an Ausstellungen
- 1967/1968: Dresden, VI. Deutsche Kunstausstellung
- 1968: Halle/Saale, Staatliche Galerie Moritzburg („Sieger der Geschichte. Die Arbeiterpersönlichkeit in der bildenden Kunst der Deutschen Demokratischen Republik“)
- 1971: Berlin, Kupferstichkabinett („Das Antlitz der Arbeiterklasse“)
- 1974 und 1979: Halle/Saale, Bezirkskunstausstellungen
- 1975: Schwerin, Staatliches Museum („Farbige Grafik in der DDR“)
- 1979/1980: Hannover, Kunstverein Hannover („Kunst aus der DDR. Bezirk Halle“)
- 1984: Cottbus, Bezirkskunstausstellung
- 1986: Cottbus, Staatliche Kunstsammlungen („Bekenntnis und Tat“)